# Le Chasseur maudit
Le Chasseur maudit FWV 44 est le titre d'un poème symphonique de César Franck. 
L'œuvre s'inspire de la ballade Der wilde Jäger (littéralement « Le Chasseur sauvage » ou fantastique) du poète allemand de la deuxième moitié du XVIIIe siècle Gottfried August Bürger, un représentant du courant appelé Sturm und Drang (souvent traduit par : Tempête et passion) : un dimanche matin, au son des cloches et des chants qui appellent au recueillement, un comte du Rhin fait sonner les cors et part à la chasse en refusant d'assister au culte dominical. Dans sa course folle, il piétine les récoltes et applique le fouet aux paysans qu'il trouve sur son chemin. Perdu au milieu de la forêt, il est maudit par une voix terrible qui le damne pour l'éternité et inverse la situation : dans sa chevauchée, il est poursuivi par des diables hurlants, et conduit directement vers la bouche béante de l'enfer.
Du poème, Franck a parfaitement su rendre l'atmosphère sombre et fantastique, notamment par ses lugubres appels de cor et sa subtile orchestration. La fin de la pièce évoque d'ailleurs le « Songe d’une nuit de sabbat » de la Symphonie fantastique de Berlioz.
Terminée le 31 octobre 1882, l'œuvre fut créée à la salle Érard le 31 mars 1883 par la Société nationale de musique dirigée par Édouard Colonne; au programme du concert figurait également la création de Viviane d'Ernest Chausson, élève de Franck.
Durée approximative : 15 minutes.

## Discographie non exhaustive
- André Cluytens (dir.), Orchestre national de Belgique, 1962
- Jean Fournet (dir.), Orchestre Philharmonique Tchèque, 1967
- Michel Plasson (dir.), Orchestre National du Capitole de Toulouse, Warner Classic 1995
- Ricardo Muti (dir.), The Philadelphia Orchestra, Warner Classic, 1983
- Daniel Barenboim (dir.), Orchestre de Paris, Deutsche Grammophon, 2018
- Charles Munch (dir.), Orchestre Symphonique de Boston, RCA, 1962